# 傾斜計
傾斜計（けいしゃけい）は、地盤の傾斜を測定する装置である。

## 分類
傾斜計は4種類に分けられることがある。
Schluter の考案によるもの。
天秤型で、天秤の支点近くにその重心を置くと、その天秤の振動の周期がほとんど無限になり、地盤の変動（傾斜）に鋭敏に反応するという性質を利用したものである。支点の近くに鏡を設置し、離れた所から望遠鏡で鏡に映じる像を観測すると、地盤の傾斜に伴う鏡の相対的な回転によって、地盤の傾斜角が測定できる。
Davidson, Darwin 両者によるもの。
短い棒の下端に錘をつるし、その棒の両端をそれぞれ長さ 4.5m および 0.5m の糸でつるす。地盤がこの棒に対して直角の方向に傾斜すると、吊り糸が等しくないために、棒はねじられる。したがってそのねじられた角度を棒に取り付けられた鏡で読み取ると、地面の傾斜角が算出される。簡単な方法でありながら地盤の傾斜角を 1/2000 sec くらいまで測定できる。
水平振り子を利用するもの。
構造は水平振り子地震計と同じである。水平振り子は特に地面の傾斜には敏感であるから、 1/1000 sec 以下の傾斜角まで測定できる。多くの人々によって考案され、石本巳四雄の傾斜計もこの種であった。ガリッチン地震計と同じ種類で、ただしすべては水晶製で、温度の変化による伸縮の影響を取り除いてあった。
水準器を利用したもの。
長い円筒の中に水を入れ、地中に水平に埋め、地盤の傾斜によって円筒の両端の水準面の上下の変化を測定し、これによって地面の傾斜角を測定する。この種で優秀なものはマイケルソンのもので、長さ約 150 m 、直径 15cm の鉄製の円筒を地下深さ約 2 m に水平に埋め、半分ほど水を入れ、両端の水面の変化を光の干渉を利用して精密に測定する。これによれば地盤の傾斜を10万分の1 sec 以下まで測定し得るという。